# William Golding

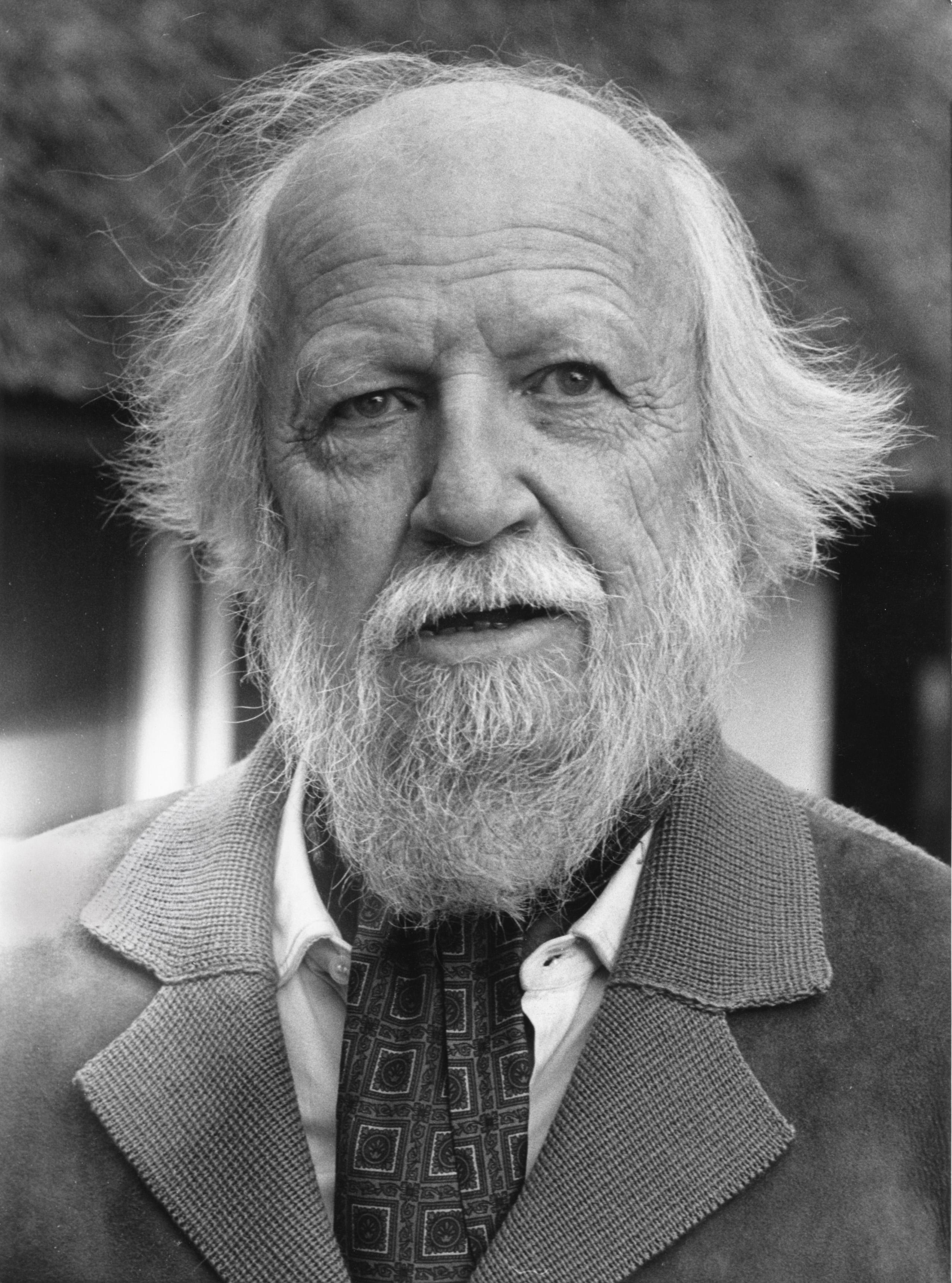
William Golding, 1983

Sir William Gerald Golding (* 19. September 1911 in St. Columb Minor, Cornwall; † 19. Juni 1993 in Perranarworthal, Cornwall) war ein britischer Schriftsteller und Nobelpreisträger für Literatur des Jahres 1983.

## Künstlerisches Schaffen
Im Alter von sieben Jahren begann Golding zu schreiben. Er begann widerwillig ein Studium der Naturwissenschaft, lehnte sich jedoch dagegen auf und verlagerte schließlich seinen Studienschwerpunkt auf englische Literatur. Noch ein Jahr vor seinem Studienabschluss in Naturwissenschaften und Englisch am Oxforder Brasenose College erschien sein erstes Buch mit Gedichten. Golding war damals 23 Jahre alt. Ab 1939 lehrte er in Salisbury Englisch. Sein künstlerisches Schaffen wurde unterbrochen von seiner Teilnahme als Marineoffizier am Zweiten Weltkrieg. Die Kriegserfahrungen waren prägend für seine weitere Arbeit. 1961 erlaubten ihm die Einnahmen seiner erfolgreichen Bücher, seinen Beruf als Lehrer aufzugeben. Nach einem Jahr als Writer-in-residence am Hollins College in Virginia wurde er freier Schriftsteller.
Golding geht in seinen Romanen in symbolisch-allegorischer Gestaltung metaphysischen Grundlagen der Existenz wie Überleben, Schuld, Sühne, Erlösung nach. Seine Manuskripte waren zunächst nicht sehr gefragt; so wurde sein späterer größter Erfolg Herr der Fliegen von mehr als zwanzig Verlagen abgelehnt, doch 1954 erschien diese Erzählung über die Erlebnisse einer Gruppe von gestrandeten Schülern und wurde in Großbritannien und den USA zum Bestseller. Seine weiteren Bücher konnten an diesen Erfolg nicht anschließen.
William Golding starb 1993 im Alter von 81 Jahren. Seine letzte Ruhestätte befindet sich auf dem Kirchhof des Dorfes Bowerchalke der Grafschaft Wiltshire.

## Auszeichnungen
- 1966 wurde ihm der Orden Commander of the British Empire verliehen.
- 1980 gewann er den Man Booker Prize für den Roman Rites of Passage, dt. Äquatortaufe.
- 1983 erhielt er den Nobelpreis für Literatur.
- 1988 wurde er zum Knight Bachelor erhoben.

## Werke
- 1934 Poems (Gedichte)
- 1954 Lord of the Flies (Roman)

→ Herr der Fliegen dtsch. Frankfurt am Main: Fischer 2008; neuübersetzt von Peter Torberg, ebenda 2016
- 1955 The Inheritors (Roman)

→ Die Erben, dtsch. von Hermann Stiehl; Frankfurt am Main: Fischer 1964
- 1956 Pincher Martin (Roman)

→ Der Felsen des zweiten Todes, dtsch. von Hermann Stiehl; Frankfurt am Main: Fischer 1960
→ auch als: Pincher Martin, gleiche Übersetzung; Leipzig: Reclam 1980
- 1958 The Brass Butterfly (Bühnenstück)

→ Der Messing-Schmetterling
- 1959 Free Fall (Roman)

→ Freier Fall, dtsch. von Hermann Stresau; Frankfurt am Main: Fischer 1963
- 1964 The Spire (Roman)

→ Der Turm der Kathedrale, dtsch. von Hermann Stiehl; Frankfurt am Main: Fischer 1966
- 1965 The Hot Gates (Essays)
- 1967 The Pyramid (Roman)

→ Oliver, dtsch. von Jürgen Abel; Hamburg, Düsseldorf: Claassen 1972. ISBN 3-546-43294-0
- 1971 The Scorpion God (drei Novellen)

→ Der Sonderbotschafter, dtsch. von Ulla H. de Herrera; Düsseldorf: Claassen 1974. ISBN 3-546-43295-9
- 1979 Darkness Visible (Roman)

→ Das Feuer der Finsternis, dtsch. von Ursula Leipe; München: Steinhausen. ISBN 3-8205-0210-6
- 1982 A Moving Target (Essays)
- 1984 The Paper Men (Roman)

→ Papier-Männer, dtsch. von Emil Bastuk; München: Bertelsmann 1984. ISBN 3-570-01747-8
- 1985 An Egyptian Journal (Reisebericht)

→ Ein ägyptisches Tagebuch, dtsch. von Renate Orth-Guttmann; München: List 1987. ISBN 3-471-77648-6
- 1980 Rites of Passage

→ Äquatortaufe, dtsch. von Herbert Schlüter; München: Bertelsmann 1983. ISBN 3-570-00453-8
- 1987 Close Quarters

→ Die Eingepferchten, dtsch. von Emil Bastuk; München, Hamburg: Knaus 1988. ISBN 3-8135-7208-0
- 1989 Fire down Below
- 1996 The Double Tongue (Roman)

→ Mit doppelter Zunge, dtsch. von Wolfgang Held; Frankfurt am Main, Leipzig: Insel 1998. ISBN 3-458-16889-3

## Hörbücher
- 2005: Lord of the Flies (gelesen vom Autor), Listening Library, ISBN 978-0-307-28170-8